# Gaia Cauchi
Gaia Cauchi (2002. november 19. –) máltai énekes. Ő képviselte Máltát a 2013-as Junior Eurovíziós Dalfesztiválon Kijevben, a The Start című dallal, amivel meg is nyerte azt.

## Életpályája
Énektanára Gillian Attard volt. Gaia első nemzetközi szereplése a Ti Lascio Una Canzone című olasz TV-műsorban volt 2011-ben. Tina Turner Proud Mary című dalát énekelte, miután a közönség állva ünnepelte. Egy évvel később, 2012-ben  kategóriája győztese lett a Sanremói Junior Dalfesztiválon.

### Junior Eurovíziós Dalfesztivál
A 2013. november 30-án, Kijevben megrendezett Junior Eurovíziós Dalfesztiválon ő képviselte Máltát a The Start című dallal. Tizenegyedikként állt a színpadra, a holland Mylène és Rosanne után és az orosz Dajana Kirillova előtt. A szavazás során 130 pontot gyűjtött össze, ami elegendő volt a győzelemhez. Ezzel ő az első máltai, aki győzni tudott a Junior Eurovíziós Dalfesztiválon, illetve bármely eurovíziós versenyen.
Gaia a 2014-es Eurovíziós Dalfesztiválon győztes dalának egy részét is előadta.

## Diszkográfia

### Kislemezek
| Év   | Cím                    | Album                  |
| ---- | ---------------------- | ---------------------- |
| 2012 | Noti u Kliem           | Nem jelent meg albumon |
| 2013 | The Start              | Nem jelent meg albumon |
| 2014 | Floating on Air        | Nem jelent meg albumon |
| 2014 | #together              | Nem jelent meg albumon |
| 2014 | Children of the Future | Nem jelent meg albumon |